# Juan Carlos Duque Gancedo
Juan Carlos Duque Gancedo (Madrid, España, 26 de enero de 1982) es un futbolista español. Juega como defensa y actualmente milita en el UD San Sebastián de los Reyes, equipo el grupo 1 de la Segunda división B española. 

## Trayectoria deportiva
Pasó la mayor parte de su carrera deportiva en las categorías inferiores del Real Madrid, club al que perteneció desde los nueve años. En el conjunto madridista estuvo durante quince temporadas, llegando a jugar durante alguna temporada en el filial, con el que consiguió el ascenso a Segunda División en la temporada 2004-05, siendo partícipe del salto de categoría, pues disputó 12 partidos en aquella temporada además de dos partidos en la fase de ascenso.
En la temporada 2005-06 debutó en Segunda División con el Real Madrid Castilla, con el que jugó en numerosas ocasiones, tanto de titular como saliendo desde el banquillo. En el verano del 2006 abandonó la entidad merengue tras tantos años para fichar por el Zamora CF. Con el conjunto zamorano disputó un total de 29 partidos, en los que anotó dos goles. Allí se convirtió en un auténtico comodín para el entrenador, ya que además de jugar en su posición natural, el lateral derecho, actuó en todas las posiciones de la línea defensiva y llegó a disputar algún encuentro en el puesto de mediocentro defensivo, demostrando ser un jugador polivalente que se puede acoplar a varias posiciones. 
Un año después de llegar al Zamora CF, abandona la disciplina rojiblanca para enrolarse en las filas del Pontevedra CF, con el que espera regresar al fútbol profesional.

## Clubes
| Club                          | País              | Año       |
| ----------------------------- | ----------------- | --------- |
| Real Madrid C                 | Bandera de España | 2001-2003 |
| Real Madrid Castilla          | Bandera de España | 2003-2006 |
| Zamora CF                     | Bandera de España | 2006-2007 |
| Pontevedra CF                 | Bandera de España | 2007-2009 |
| AD Ceuta                      | Bandera de España | 2009      |
| Zamora CF                     | Bandera de España | 2009-2010 |
| Polideportivo Ejido           | Bandera de España | 2010-2011 |
| UD San Sebastián de los Reyes | Bandera de España | 2011-     |